# Тихоокеанський кубок 1995
Тихоокеанський кубок 1995 (англ. 1995 Women's Pacific Rim Championship) — міжнародний жіночий хокейний турнір, що проводився під егідою Міжнародної федерації хокею із шайбою (ІІХФ). Турнір відбувався з 3 по 8 квітня 1995 року у Сан-Хосе.

## Учасники та формат турніру
Чотири збірні брали участь у турнірі:
- Канада
- Китай
- Японія
- США

Турнір складався з двох етапів, на першому команди грали в одне коло, на другому в плей-оф виявляли переможця турніру.

## Попередній етап
| М. | Збірна | І | В | Н | П | Ш    | О | США  | Канада | КНР | Японія |
| -- | ------ | - | - | - | - | ---- | - | ---- | ------ | --- | ------ |
| 1. | США    | 3 | 3 | 0 | 0 | 22:4 | 6 |      | 5:2    | 3:2 | 14:0   |
| 2. | Канада | 3 | 2 | 0 | 1 | 23:6 | 4 | 2:5  |        | 9:1 | 12:0   |
| 3. | Китай  | 3 | 1 | 0 | 2 | 6:13 | 2 | 2:3  | 1:9    |     | 3:1    |
| 4. | Японія | 3 | 0 | 0 | 3 | 1:29 | 0 | 0:14 | 0:12   | 1:3 |        |

## Плей-оф

### Півфінали
- США —  Японія 12:0
- Канада —  Китай 3:2 (Б)

### Матч за 3 місце
- Китай —  Японія 5:0

### Фінал
- Канада —  США 2:1 (Б)

## Підсумкова таблиця
| М  | Команда |
| -- | ------- |
|    | Канада  |
|    | США     |
|    | Китай   |
| 4. | Японія  |